# Metantelina
La metantelina, en su forma bromada (bromuro de metantelina), es un compuesto de amonio cuaternario empleada para el alivio de espasmos del músculo liso. Difiere de la atropina por su elevada relación entre bloqueo ganglionar y actividad muscarínica.

## Usos
Dado que la metantelina es un potente fármaco bloqueador de los receptores muscarínicos, es utilizado en el tratamiento de hipersalivación e hiperhidrosis. La metantelina se absorbe lentamente pero se elimina rápidamente en humanos y ejerce un fuerte efecto sobre la salivación que está estrechamente relacionado con sus concentraciones plasmáticas.
El fármaco se empleó como parte de la terapia del síndrome de vejiga hiperactiva pero se descontinuó su uso sea por falta de eficacia o de tolerabilidad y ha sido reemplazada por nuevos fármacos.